# Condado de Lauderdale (Alabama)
O Condado de Lauderdale é um dos 67 condados do estado norte-americano do Alabama. De acordo com o censo de 2022, sua população é de 95.878 habitantes. A sede do condado e sua maior cidade é Florence. O condado foi fundado em 1818 e o seu nome é uma homenagem ao coronel James Lauderdale (1780-1814), que foi militar na Guerra Creek.

## História
O condado é habitado desde o período pré-histórico dos Estados Unidos, possuindo um dos maiores montículos característicos dos períodos Woodland e Mississippiano.
O condado tem seu nome em  honra ao Col. James Lauderdale, nascido na Virgínia, no ano de 1780. No começo do século XIX, Lauderdale, que havia se mudado para o Oeste do Tennessee, se tornou major na cavalaria de voluntários do general John Coffee. Posteriormente promovido a tenente-coronel, ele comandou uma brigada de rifles montados, sob o comando de Andrew Jackson. De acordo com historiadores confiáveis, Lauderdale não teria morrido na Batalha de Nova Orleans, mas sim foi ferido na Batalha de Talladega e morreu em 23 de dezembro de 1814, dezessete dias antes de Jackson derrotar definitivamente os britânicos em Nova Orleans. Várias cidades e condados dos estados do sul foram nomeados em sua honra, embora nunca tenha pisado no condado.
O condado foi estabelecido em 1818, um ano antes do Alabama se tornar um estado. Florence, sede do condado, também foi estabelecida no mesmo ano. Nessa época, um grupo de investidores, sob o nome da Cypress Land Company, compraram do governo 5.515 acres (22.32 km²), local onde hoje se encontra a sede. Outras vilas no condado competindo pelos primeiros colonos por sua proximidade com o rio foram Savage's Spring, 9 milhas (14 km) abaixo de Florence e Waterloo, cerca de 20 milhas (32 km) rio abaixo.
Entre os mais antigos assentamentos no condado se encontra Center Star, localizada entre Killen e Rogersville.  Outros antigos assentamentos incluem Middleton e Elgin, este último primeiramente conhecido como Ingram's Elgin Cross Roads. A região do condado foi, outrora, clamada pelos índios chickasaws e cherokees, sendo necessária a cessão do território pelas tribos antes que o assentamento pudesse se estabelecer.
Muitos dos colonos do condado vieram do Tennessee e das Carolinas. Lexington, Springfield e Anderson se situam ao norte da Lee Highway. O primeiro correio registrado era em Lexington, em Loretto Road, ao norte da vila, em 1880. Os envios do correio eram vinham de Loretto, Tennesse, a cavalo e carroça.
A vila de St. Florian foi estabelecida em 1872 na Jackson Highway e nomeada por seus fundadores católicos (de ascendência germânica) em honra ao seu santo padroeiro.
Quatro governadores do Alabama foram oriundos do condado: Hugh McVay, Robert M. Patton, Edward A. O'Neal e Emmet O'Neal.

## Geografia
De acordo com o censo, sua área total é de 1870 km², destes sendo 1730 km² de terra e 140 km² de água.

### Condados adjacentes
- Condado de Wayne (Tennessee), norte
- Condado de Laurence (Tennessee), norte
- Condado de Giles (Tennessee), nordeste
- Condado de Limestone, leste
- Condado de Lawrence, sudeste
- Condado de Colbert, sul
- Condado de Tishomingo (Mississippi), noroeste
- Condado de Hardin (Tennessee), noroeste

### Áreas de Proteção Nacional
- Refúgio Nacional de Vida Selvagem de Key Cave
- Natchez Trace Parkway (parte)

### Rios
- Rio Tennessee
- Rio Elk

## Transportes

### Principais rodovias
- U.S. Highway 43
- U.S. Highway 72
- State Route 17
- State Route 20
- State Route 64
- State Route 101
- State Route 133
- State Route 157
- State Route 207

### Ferrovias
- Tennessee Southern Railroad

## Demografia
De acordo com o censo de 2022:
- População total: 95.878
- Densidade: 57 hab/km²
- Residências: 44.924
- Famílias: 37.928
- Composição da população:
  - Brancos: 86,7%
  - Negros: 9,9%
  - Nativos americanos e do Alaska: 0,5%
  - Asiáticos: 0,9%
  - Nativos havaianos e outros ilhotas do Pacífico: 0,1%
  - Duas ou mais raças: 1,9%
  - Hispânicos ou latinos: 3,1%

## Comunidades

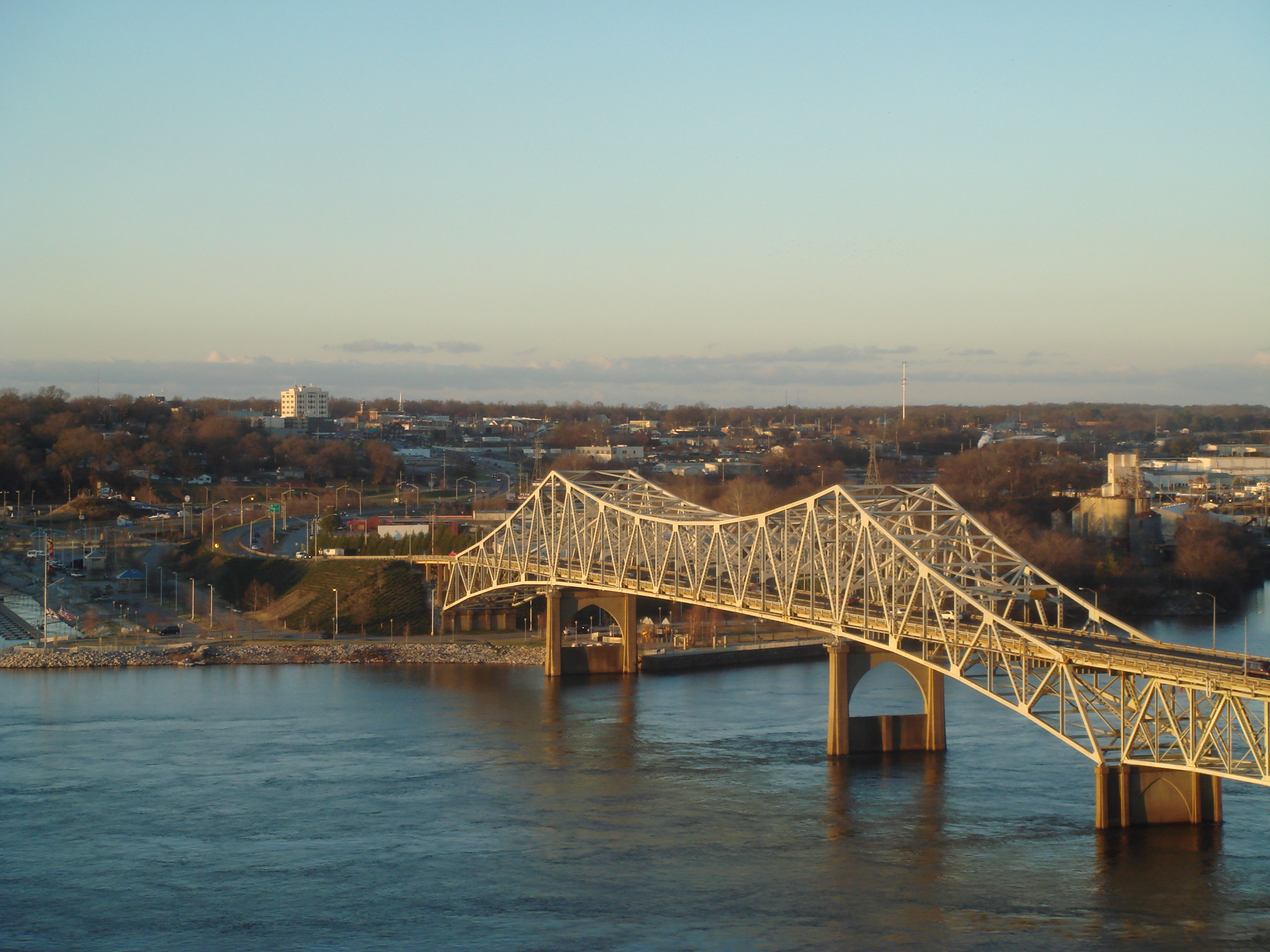
A ponte O'Neal e o rio Tennessee em Florence, sede do condado de Lauderdale, Alabama

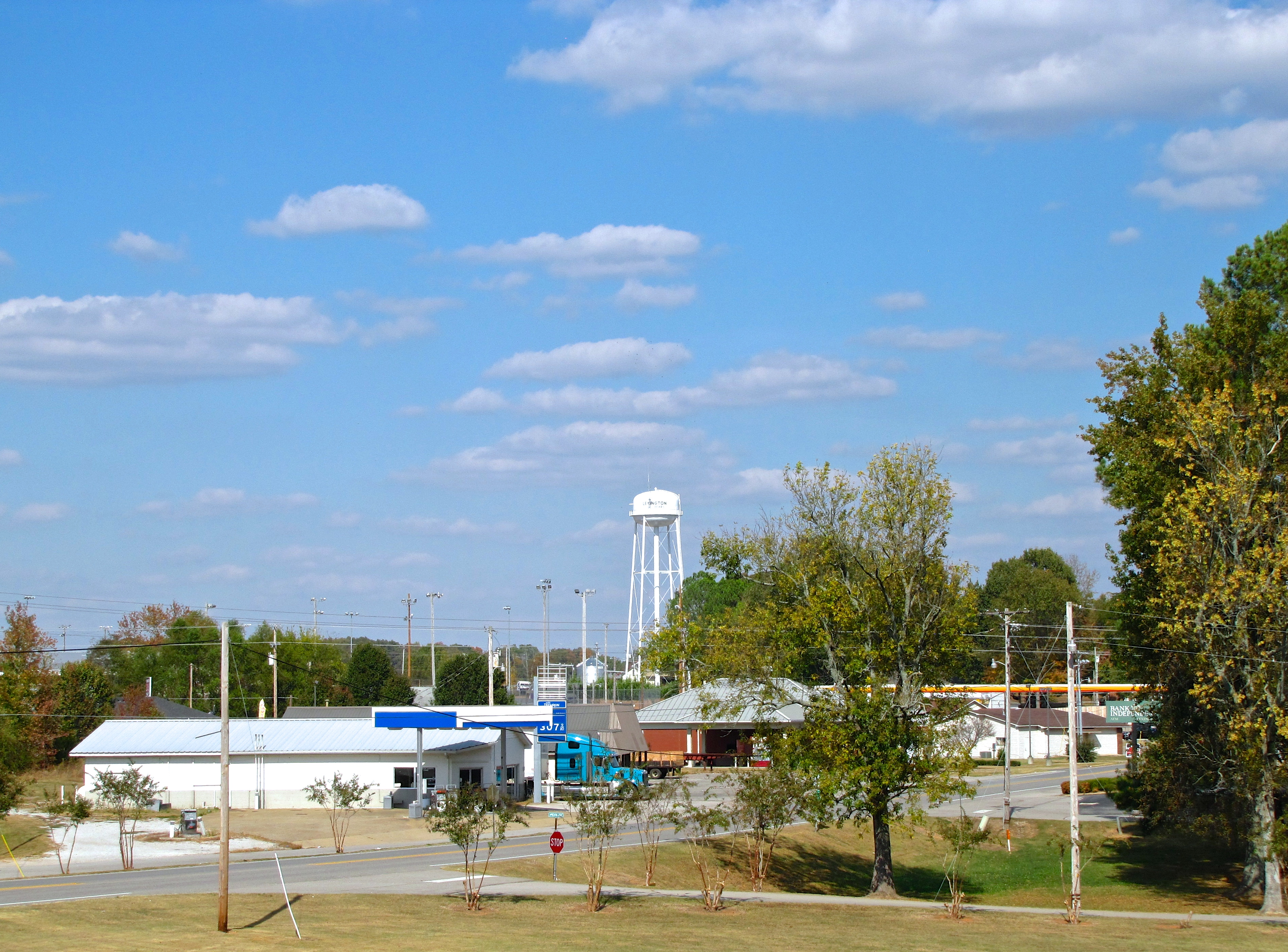
Lexington

### Cidades
- Florence (sede)

### Vilas
- Anderson
- Killen
- Lexington
- Rogersville
- St. Florian
- Waterloo

### Áreas censitárias
- Underwood-Petersville

### Comunidades não-incorporadas
- Bailey Springs
- Center Star
- Cloverdale
- Elgin
- Grassy
- Green Hill
- Mars Hill
- Oakland
- Rhodesville
- Smithsonia
- Stewartville
- Threet
- Wright
- Zip City